# 圣西尔克 (多尔多涅省)
圣西尔克（法語：Saint-Cirq，法語發音：[sɛ̃ siʁk]）是法国多尔多涅省的一个旧市镇，属于萨拉拉卡内达区。2019年，圣西尔克与临近的2个市镇合并为新市镇莱塞济。

## 地理
圣西尔克（44°55'33"N, 0°58'9"E）面积5.96 平方千米，位于法国新阿基坦大区多爾多涅省，该省份为法国西南部内陆省份，是法國本土面积第三大的省，大致对应佩里戈尔地区，北起顺时针与夏朗德省、上维埃纳省、科雷兹省、洛特省、洛特-加龙省、吉倫特省和滨海夏朗德省接壤。
圣西尔克的时区为UTC+01:00、UTC+02:00（夏令时）。

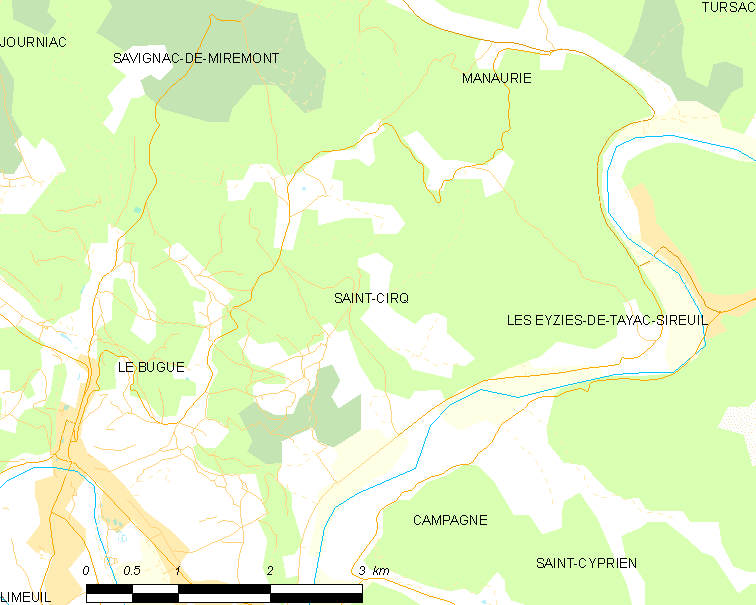
圣西尔克的OSM定位图

## 行政
圣西尔克的邮政编码为24260，INSEE市镇编码为24389。

## 政治
圣西尔克所属的省级选区为人谷县。

## 人口

1962-2008年间圣西尔克人口变化图示

圣西尔克于2018年1月1日时的人口数量为124人。